# Kerge város
A Kerge város vagy Káoszháza (eredeti cím: Spin City) egy amerikai szituációs-komédia vígjáték sorozat, ami 1996. szeptember 17-től 2002. április 30-ig volt adásban az ABC csatornán. A sorozat kitalálói Gary David Goldberg és Bill Lawrence televíziós producerek, a sorozat fő helyszíne és szereplői pedig a New York-i polgármesteri hivatal alpolgármestere, dolgozói és mindennapjai. Eredetileg Michael J. Fox volt a főszereplő, mint Mike Flaherty, New York polgármester-helyettese. A műsort végül 2002-ben törölték, mert sokat esett a nézettsége. Magyarországon a 90-es években sugározták az első évadot, 2013 őszén a Viasat 3 csatorna kezdte vetíteni új címen az eredeti szinkronnal.

## Alaptörténet
A sorozat a New York-i polgármesteri hivatal mindennapjait mutatja be, a főpolgármestert Randall Winston-t (Barry Bostwick), és a hivatalához tartozók életét, munkáját. A város irányításának nagy része a polgármester-helyettes Mike Flaherty (Michael J. Fox) nyakába zúdul. Mike a munkamániás főhős remekül végzi munkáját, habár sokan – legfőképp saját munkatársai – nehezítik meg a dolgát, bár a szerelmi életben kevésbé szerencsés. A hivatal további alkalmazottai, Paul Lassiter (Richard Kind), a szóvivő, aki mérhetetlenül fukar, de bármikor benyal a főnökének. A személyi főnök Stuart Bondek (Alan Ruck), Mike helyettese, akinek esze mindig a nőkön jár, és rendkívül szexista megjegyzéseket tesz. A kisebbségi ügyek felelőse Carter Heywood (Michael Boatman), egy meleg fekete, akinek van egy kutyája Rags, akinek öngyilkos hajlamai vannak. A meglehetősen vehemens nézeteltéréseik ellenére a sorozat folyamán Stuart-al szobatársak, majd legjobb barátok lesznek, habár végig ugratják egymást. A hivatal tagjai még; a polgármester szövegeinek írója a naiv James Hobert (Alexander Chaplin), akit könnyű megvezetni; a polgármester-helyettes, később pedig maga a polgármester titkárnője, Janelle Cooper (Victoria Dillard), és Nikki Faber (Connie Britton) közgazdász, könyvelő. Mivel Janelle a polgármester titkárnője lesz a sorozat folyamán, így kerül Mike mellé Stacy Paterno (Jennifer Esposito), mint az új asszisztens. Ez a csapat működteti a városházát, vigyáz a polgármester imidzsére, és próbálja eltitkolni hibás döntéseit.
A sorozat elején Mike Ashley Schaffer (Carla Gugino) riporternővel járt, ezt a románcot akarták fő magánéleti témának a műsorban, de Carla Gugino az évad közben otthagyta a stábot. Carter és Stuart ellentétes jelleme és vitái végigkísérik a sorozatot, de a két szereplő végül olyan közel kerül egymáshoz, hogy barátságukat a többiek is kifigurázzák, és vitáik nagy része is úgy van beállítva, mint egy férj-feleség házastársi vitatkozás. Végül a két barát megismer egy öreg meleg párt (fekete-fehér férfiak), akik személyiségükben teljesen ikrek lehetnének Carterékkel, és ez Stuartot megijeszti egy kicsit. E barátság részeként Stuart féltékeny lesz, mikor Carter elkezd sok időt tölteni az új kampánymenedzserrel, Caitlin-el (Heather Locklear). A sok vita és utalás mellett egyértelmű, hogy a legjobb barátok, és bármit megtesznek egymásért.
A negyedik évadban, Stacy otthagyja a sorozatot, és James helyettesíti. Stacy hiánya igazából nincs megmagyarázva, csak egyik napról a másikra James veszi át a munkáját.

### Későbbi évadok
1998-ban Michael J. Fox bejelentette, hogy Parkinson-kórban szenved. Ennek eredményeként egy új karakter lett a sorozatba írva, Caitlin Moore (Heather Locklear) aki az 1999–2000-es szezontól Mike munkájában segít, hogy így kevesebb dolga legyen. Caitlin munkája Randall Winston kampányának irányítása, aki úgy dönt, hogy elindul a szenátusi választáson. Ebből is akad sok nézeteltérésük, hogy kinél is van igazából az irányítás. Kapcsolatuk igazából több, mint rivalizálás, egyértelműbb egy bizonyos plátói viszony is köztük.
2000-ben, mikor Fox betegsége rosszabbra fordult, bejelentette, hogy az évad végével otthagyja a sorozatot és több időt tölt majd a családjával, és megpróbál pénzt gyűjteni a Parkinson-kór gyógymódját kereső kutatásokhoz. A karaktere az évad végén búcsúzott el a közönségtől, miután Mike elviszi a balhét a többiek helyett egy állítólagos maffia-kapcsolat ügyében, amibe a polgármester akarata ellenére került. Kiderült, hogy Mike Washington-ba költözött, környezetvédelmi lobbista lett, és egy Alex P. Keaton nevű szenátornak dolgozik.(Alex P. Keaton volt Michael J. Fox karaktere a Családi kötelékek sorozatban). Az évad végén az egyik producer, Bill Lawrence is otthagyta a sorozatot, miképp a stáb tagjainak nagy része.
A megmaradt stáb és producerek úgy döntöttek, hogy továbbviszik a műsort. Az ötödik évadra a gyártás New Yorkból Los Angeles-be költözött, és a Charlie Sheen által alakított Charlie Crawford lett a polgármester új helyettese. Megmaradt a hivatal munkatársai közül Caitlin, Paul, Stuart, Carter és a Polgármester. Nikki, Janelle és James szerepei nem lettek továbbvíve a sorozatban (úgymint Stacy, az ő hiányuk se lett megmagyarázva, vagy megemlítve), mivel a színészek úgy gondolták, hogy Michael J. Fox nélkül nincs értelme továbbvinni a sorozatot. Később csatlakozott a stábhoz Angie Ordonez (Lana Parrilla), mint Charlie asszisztense, aki szintén említés nélkül került ki az évad közben, mert a színész úgy érezte, hogy karakterét keveset használják.

## Szereplők
| Színész           | Magyar hang                      | Szerep           | Munkakör                                    | Évad |
| ----------------- | -------------------------------- | ---------------- | ------------------------------------------- | ---- |
| Michael J. Fox    | Rudolf Péter (1. évad)           | Mike Flaherty    | Polgármester-helyettes                      | 1-4. |
| Michael J. Fox    | Kassai Károly (2-4. évad)        | Mike Flaherty    | Polgármester-helyettes                      | 1-4. |
| Charlie Sheen     | Holl Nándor                      | Charlie Crawford | Polgármester-helyettes                      | 5-6. |
| Heather Locklear  | Bíró Anikó                       | Caitlin Moore    | Kampányfőnök                                | 4-6. |
| Richard Kind      | Gesztesi Károly (1. évad)        | Paul Lassiter    | Szóvivő                                     | 1-6. |
| Richard Kind      | Koroknay Géza (2-6. évad)        | Paul Lassiter    | Szóvivő                                     | 1-6. |
| Alan Ruck         | Breyer Zoltán                    | Stuart Bondek    | Személyzeti vezető                          | 1-6. |
| Michael Boatman   | Galambos Péter (1. évad)         | Carter Heywood   | Kisebbségi ügyek felelőse                   | 1-6. |
| Michael Boatman   | Csík Csaba Krisztián (2-6. évad) | Carter Heywood   | Kisebbségi ügyek felelőse                   | 1-6. |
| Connie Britton    | Spilák Klára                     | Nikki Faber      | Könyvelő                                    | 1-4. |
| Alexander Chaplin | Gáspár András                    | James Hobert     | Szövegíró, Polgármester-helyettes-helyettes | 1-4. |
| Victoria Dillard  |                                  | Janelle Cooper   | Asszisztens                                 | 1-4. |
| Jennifer Esposito |                                  | Stacy Paterno    | Asszisztens                                 | 2-3. |
| Carla Gugino      | Balogh Erika                     | Ashley Schaffer  | Riporter                                    | 1.   |
| Lana Parrilla     |                                  | Angie Ordonez    | Asszisztens                                 | 5.   |
| Barry Bostwick    | Konrád Antal (1. évad)           | Randall Winston  | Polgármester                                | 1-6. |
| Barry Bostwick    | Csernák János (2-6. évad)        | Randall Winston  | Polgármester                                | 1-6. |

## Epizódok
| Évad | Évad | Epizódok | Eredeti sugárzás     | Eredeti sugárzás  | Eredeti adó |
| Évad | Évad | Epizódok | Évadpremier          | Évadfinálé        | Eredeti adó |
| ---- | ---- | -------- | -------------------- | ----------------- | ----------- |
|      | 1    | 24       | 1996. szeptember 17. | 1997. május 13.   | ABC         |
|      | 2    | 24       | 1997. szeptember 24. | 1998. május 20.   | ABC         |
|      | 3    | 26       | 1998. szeptember 22. | 1999. május 25.   | ABC         |
|      | 4    | 26       | 1999. szeptember 21. | 2000. május 24.   | ABC         |
|      | 5    | 23       | 2000. október 18.    | 2001. május 23.   | ABC         |
|      | 6    | 22       | 2001. szeptember 25. | 2002. április 30. | ABC         |

## Nézettség
Évadok nézettsége (az egyes részek teljes nézettségén alapulva):
Jegyzet: Minden amerikai televíziós évad késő szeptemberben kezdődik, és késő májusban ér véget a May sweeps eseménnyel (amikor eldöntik, hogy melyik sorozatot rendelik be a következő évadokra).
| Évad     | Szezon premier       | Szezon finálé     | TV évad   | Rangsor | Nézők (millió) |
| -------- | -------------------- | ----------------- | --------- | ------- | -------------- |
| Első     | 1996. szeptember 17. | 1997. május 13.   | 1996–1997 | #17     | 11.7           |
| Második  | 1997. szeptember 24. | 1998. május 20.   | 1997–1998 | #47     | 11.2           |
| Harmadik | 1998. szeptember 22. | 1999. május 25.   | 1998–1999 | #28     | 13.1           |
| Negyedik | 1999. szeptember 21. | 2000. május 24.   | 1999–2000 | #33     | 12.4           |
| Ötödik   | 2000. október 18.    | 2001. május 23.   | 2000–2001 | #56     | 7.1            |
| Hatodik  | 2001. szeptember 25. | 2002. április 30. | 2001–2002 | #78     | 8.4            |

## Magyarországon
Magyarországon a 90-es években Kerge Város címen adták az első évadot, majd 2013 őszén a Viasat 3 csatorna kezdte vetíteni hétköznap délutánonként az eredeti szinkronnal, majd az évad végeztével a további részek újonnan készült magyar változattal kerültek a képernyőre, amely még valamikor 2009 előtt készülhetett. (tekintve, hogy Breyer Zoltán 2009 tavaszán hunyt el)

## Díjak
Michael J. Fox egy Emmy-díjat nyert, négy jelölésből. A műsor négy Golden Globe-díjat nyert (hármat Michael J. Fox és egyet Charlie Sheen), a kilenc jelölésből.

## DVD kiadások
Magyar kiadásban nem jelent meg a sorozat. Az amerikai megjelenések ismertek:
| DVD Neve                                           | Részek száma # | Kiadás dátuma       |
| -------------------------------------------------- | -------------- | ------------------- |
| The Complete First Season, (Teljes első évad)      | 24             | 2008. november 4.   |
| The Complete Second Season, (Teljes második évad)  | 24             | 2009. április 28.   |
| The Complete Third Season, (Teljes harmadik évad)  | 26             | 2009. november 3.   |
| The Complete Fourth Season, (Teljes negyedik évad) | 26             | 2011. február 15.   |
| The Complete Fifth Season, (Teljes ötödik évad)    | 23             | 2011. augusztus 16. |